# Monétay-sur-Loire
Monétay-sur-Loire település Franciaországban, Allier megyében. Lakosainak száma 249 fő (2022. január 1.). Monétay-sur-Loire Coulanges, Liernolles, Le Pin, Saint-Didier-en-Donjon és Saligny-sur-Roudon községekkel határos.

## Népesség
A település népességének változása:
| Lakosok száma | 555  | 438  | 339  | 291  | 277  | 268  | 264  | 253  | 247  | 249  |
|               | 1968 | 1982 | 1990 | 2006 | 2013 | 2015 | 2017 | 2019 | 2020 | 2022 |